# Pierre Baudin

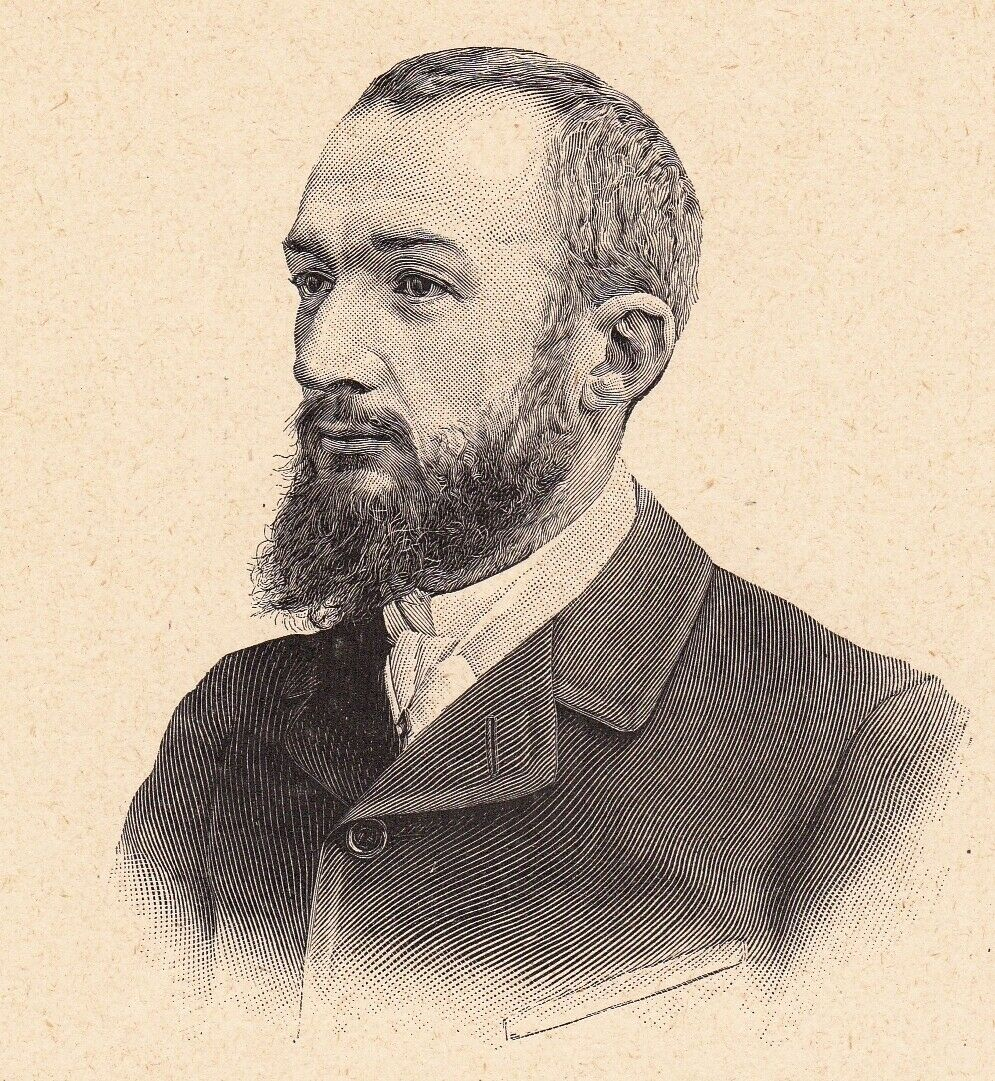
Pierre Baudin

Pierre Baudin (Nantua, 21 augustus 1863 - Parijs, 30 juli 1917) was een Frans politicus.
Pierre Baudin was van 1898 tot 1902 voor het departement Seine en van 1902 tot 1909 voor het departement Ain lid van de Kamer van Afgevaardigden (Chambre des Députés). Van 1909 tot 1917 vertegenwoordigde hij het departement Ain in de Senaat (Sénat).
Pierre Baudin was van 22 juni 1899 tot 7 juni 1902 minister van Openbare Werken in het kabinet-Waldeck-Rousseau en van 21 januari tot 9 december 1913 minister van Marine in het kabinet-Barthou.
Pierre Baudin overleed op 53-jarige leeftijd.
- Bibliothèque nationale de France: cb12459140v (data)
- Gemeinsame Normdatei: 1057907960
- International Standard Name Identifier: 0000 0001 1380 3169
- Système universitaire de documentation: 061124435
- Virtual International Authority File: 19775382
- WorldCat: E39PBJyWQcfx9QBC7c9QkJ4rMP